# Палладий Антиохийский
Палла́дий (др.-греч. Παλλάδιος; IV век — V век) — христианский подвижник, сирийский пустынник, преподобный.
Сведения о жизни Палладия сообщает Феодорит Кирский в 7-й главе своей книги «История боголюбцев».
Палладий был современником Симеона Ветхого и вёл подобный ему образ жизни. Палладий был знаком с Симеоном и близок к нему; подвижники часто ходили друг к другу, взаимно назидая друг друга.
Палладий затворился в кельи неподалеку от большого и многолюдного селения, которое называлось Имми (др.-греч. Ἴμμη). Здесь он предался различным иноческим подвигам: воздержанию от пищи и сна, а также занимался непрестанной молитвой. Феодорит Кирский сообщает о чуде, которое совершил Палладий. Один разбойник ночью зарезал и ограбил купца, а труп подбросил к дверям кельи Палладия. Утром труп нашли, и большое стечение людей собралось около кельи Палладия, среди них был и разбойник. Люди обвиняли подвижника в убийстве купца. Палладий взял за правую руку мертвеца и произнёс: «Скажи, юноша, кто нанёс тебе смертельный удар, укажи на виновника злодеяния и освободи невинного от нечестивой клеветы!» После этого умерший приподнялся, сел, оглядев присутствующих, рукой указал на убийцу. Убийца, у которого нашли окровавленный нож и украденное золото, был наказан; люди же прославили Бога, действующего через своего угодника Палладия.